# Calocheiridius sulcatus
Calocheiridius sulcatus es una especie de arácnido del orden Pseudoscorpionida de la familia Olpiidae.

## Distribución geográfica
Se encuentra en Nepal.